# Ann Wåhlström

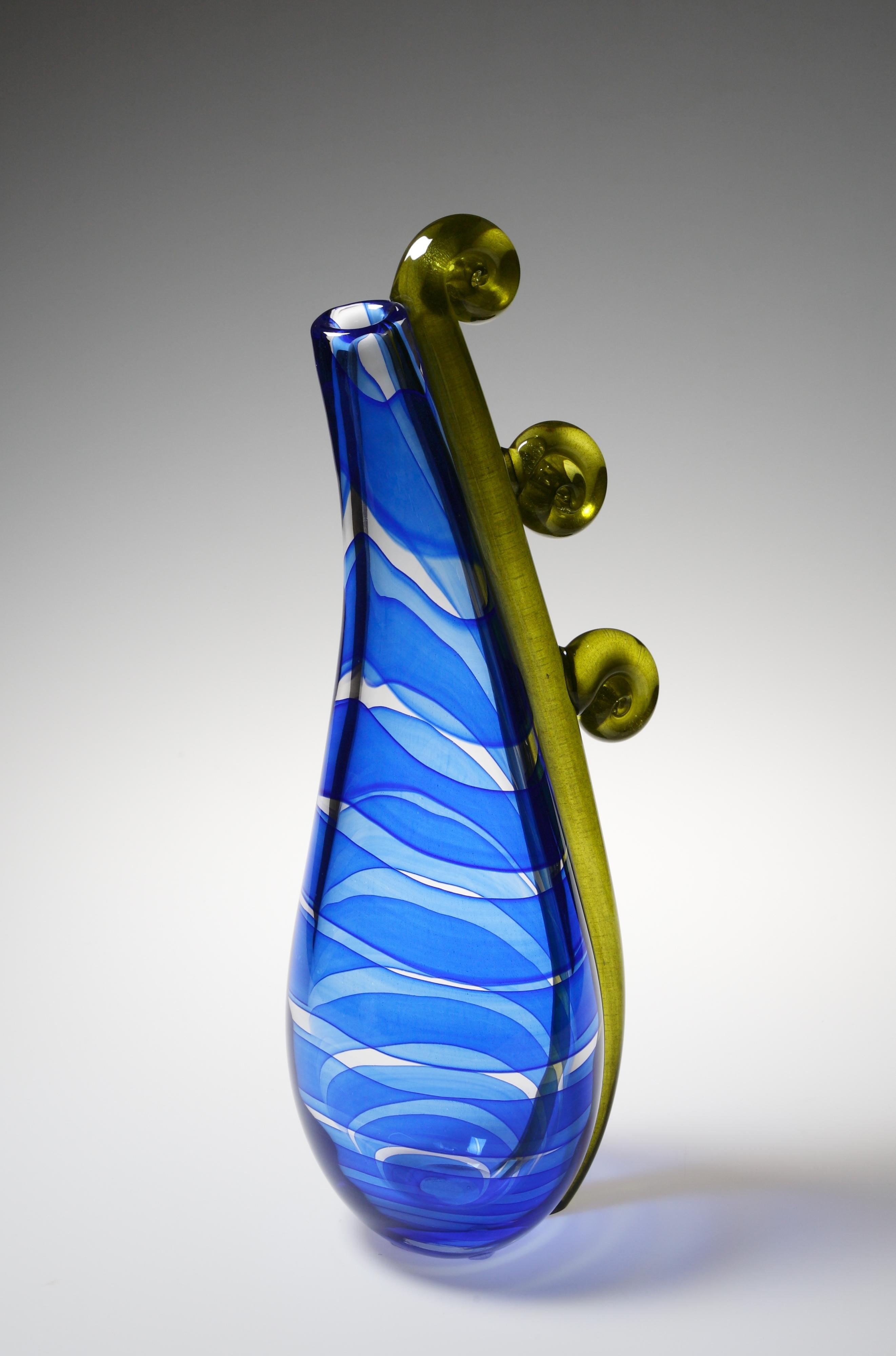
Vas Sea-snail formgiven av Ann Wåhlström 1996 för Kosta glasbruk.

Ann Penelope Wåhlström, född 14 augusti 1957, är en svensk glaskonstnär och formgivare. 
Wåhlström var knuten till Kosta Boda 1986–2005 och har därefter verkat i egen regi. Hon är känd för sina monumentala, färgrika vaser, till vilka hon under senare tid hämtat inspiration från marin flora och fauna. Hon har använt enkla, avklarnade former, till exempel i serien Mezzo (1987). Hon har även formgivit rostfritt stål och keramik, bland annat för Ikea, samt textil för Kinnasand. Hon tilldelades Prins Eugen-medaljen 2019.